# 游戏存档

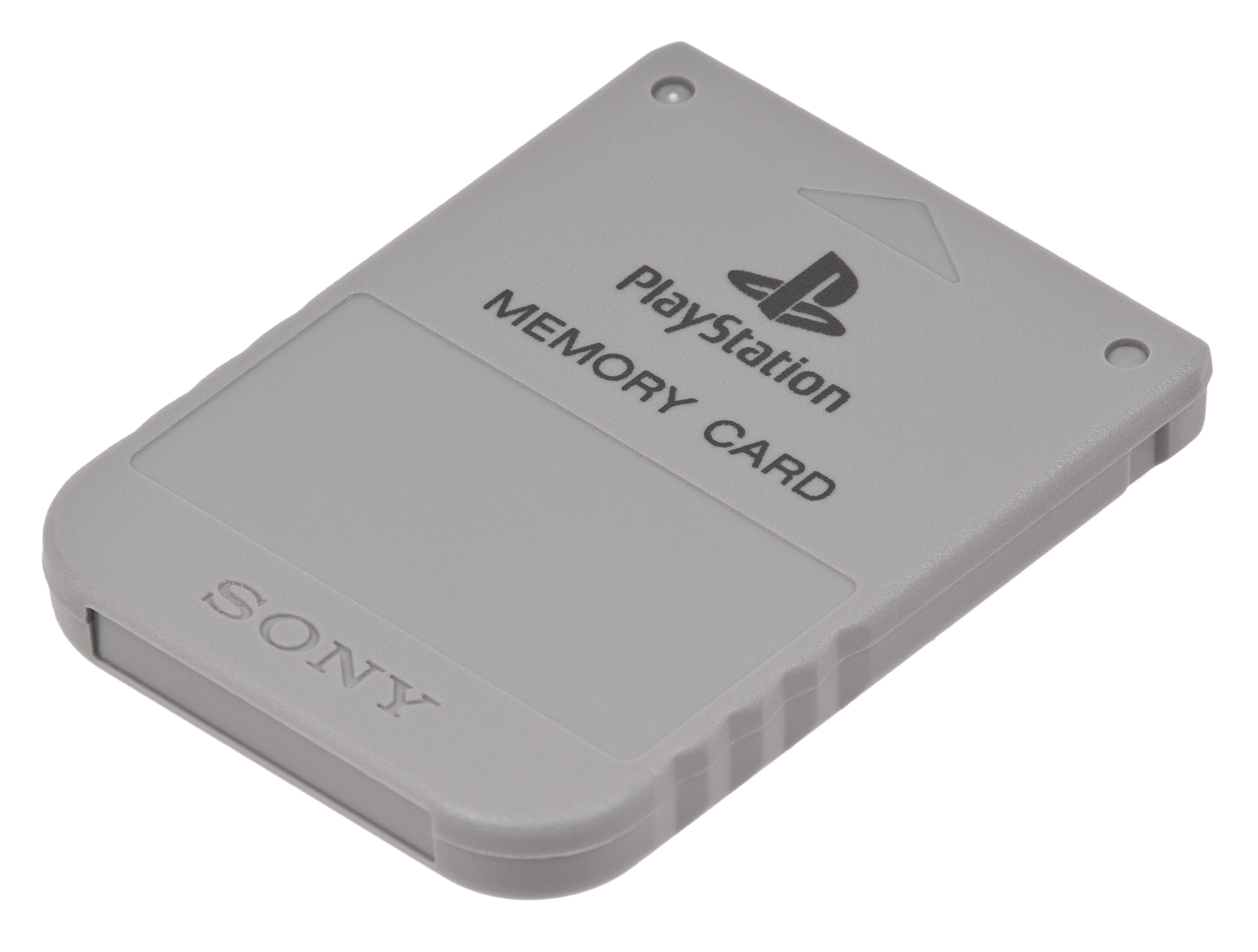
用于游戏存档的记忆卡，在第五、第六世代ROM普及时开始常见

游戏存档（有时称作游戏保存、游戏储存、游戏存盘或简称存档）是电子游戏中玩家进度的数字化存储信息。
从1970年代的早期游戏起，游戏平台硬件和存储器都在发展，更大更复杂的电脑游戏应运而生，反过来，游戏从开始到结束的时间也有增长的趋势。这自然有了以某种方式储存进度的需求，以及如何处理玩家角色死亡情况的需求。更现代的游戏着重强调故事，并在设计中允许玩家通过选择来以深远的方式影响之后的故事，一些设计师为让游戏体验永远是“全新”的，而不允许使用多个存档。

## 存档类型

### 序章存檔
在RPG中，許多遊戲會要求你通過序章後才能存檔。提升遊戲故事感。另一種是每一個關卡的序章都需通關才可存檔。

### 任意地点存档
最普遍的存檔方式，在游戏过程中的任何时候任何场景都可执行。

### 存档點
提供存檔的地點，顧名思義，只能在固定的场景或时间点执行存档。如果不执行的话，一旦角色死亡，会丢失此时点到上一个存档时点的所有游戏进度。

### 自动存档
又作即時存檔，如真三國無雙遊戲新代提供此方式，少數遊戲可手動關閉。游戏允许在玩家暂停操作期间或者指定时间点自动执行存档。

### 关卡存档
在通關完第一關後，才可存檔。少數遊戲死亡時可獲得上一關的續關密碼。又稱接關。

### 快速存档
常見於文本遊戲，可不打開存檔頁，直接以快捷键等方式進行存檔。又稱Qsave檔。通常只能儲存一個。第二次存檔時會覆蓋上一次Qsave檔。